# Ismael Fuentes
Ismael Ignacio Fuentes (Villa Alegre, 4 augustus 1981) is een profvoetballer uit Chili, die speelt als verdediger. Zijn bijnamen luiden "Chupalla" en "Isma".

## Clubcarrière
Fuentes speelde clubvoetbal in Chili, Mexico en Brazilië. Hij begon zijn profloopbaan in 2000 bij CD Linares. Sinds 2013 staat hij onder contract bij de Chileense club CD Antofagasta.

## Interlandcarrière
Onder leiding van bondscoach Juvenal Olmos maakte Fuentes zijn debuut voor Chili op 11 juli 2004 in het Copa América-duel tegen Paraguay (1-1) in Arequipa. Hij nam met zijn vaderland eveneens deel aan de strijd om de Copa América 2007 en het WK voetbal 2010.

## Erelijst
Universidad Católica
- Primera División

2010